# Kunice, Blansko
Kunice là một làng thuộc huyện Blansko, vùng Jihomoravský, Cộng hòa Séc.